# Ett mord för Dodds
Ett mord för Dodds (engelska: McDonald & Dodds) är en brittisk kriminal- och dramaserie. Serien har även sänts i Sverige med det brittiska originalnamnet. Första säsong hade premiär den 1 mars 2020, och bestod av tre avsnitt. Seriens andra säsong bestående av tre avsnitt hade premiär i februari 2021. Seriens tredje säsong hade premiär i juni 2022. Serien är skapad av Robert Murphy som också skrivit seriens manus. Serien sänds på SVT Play.

## Handling
Serien utspelar sig i staden Bath i sydvästra England och kretsar kring kommissarie Lauren McDonald som precis flyttat till staden. Hon paras ihop med kriminalinspektör Dodds och de har väldigt olika syn på hur en polisutredning bör skötas.

## Rollista i urval
- Tala Gouveia - Lauren McDonald
- Jason Watkins - Dodds
- James Murray - John Houseman
- Claire Skinner - Mary Ormond
- Jack Riddiford - Darren Craig
- Pearl Chanda - Laura Simpson
- Danyal Ismail - Martin Malik
- Lily Sacofsky - Milena Paciorkowski
- Charlie Chambers - Samuel Goldie